# Šetlandski ovčar
Šetlandski ovčar (engl. Shetland  Sheepdog), poznat i kao šelti (Sheltie) ili šetlandski koli, rasa je psa iz grupe ovčarskih pasa. Poreklo verovatno vodi od škotskog ovčara prenetog na Šetlandska ostrva. Tamo je ukršten s jakinom (yakkin), danas nepriznatom islandskom rasom psa, a lepo oblikovan u 18. veku.